# 罗夫利萨德科霍斯
罗夫利萨德科霍斯，是西班牙卡斯蒂利亚-莱昂萨拉曼卡省的一个市镇。 总面积22平方公里，总人口216人（2001年），人口密度10人/平方公里。